# لغات تونس

مزيج من العربية الفصحى واللهجة التونسية والفرنسية في ملصق مزود خدمة الإنترنت تونسي.

يتكلم التونسيون اللهجة التونسية وهي لهجة مفرداتها عربية وتحوي على العديد من الكلمات غيرالعربيّة من كلمات أمازيغية و تركية وإيطالية وبدرجة كبيرة الفرنسية نظرا لاعتبارات تاريخية تعود للقرن 18 و 19 وتعتبر العربية اللغة الرسمية.

## الفرنسية
تدرس اللغة الفرنسية منذ السنة الثانية في التعليم الابتدائي. وتبلغ نسبة التونسين المتمكنين من اللغة 63.6% أي 6.36 مليون شخص. وتونس عضو منذ 1970 في المنظمة الدولية للفرانكوفونية.

## اللغات الأمازيغية
لا توجد إحصائيات رسمية عن الناطقين باللغات الأمازيغية في تونس. النفوسي (أو الشلحة) هي اللغة الأمازيغية التي مازلت المحكية في منطقة مطماطة من الجنوب التونسي. ويعتبر السند من اللغات الأمازيغية المنقرضة.

## اللغات الأخرى
اللهجة اليهودية التونسية لهجة يهود تونس. وقد إنخفض عدد مستعمليها في تونس إلى 2000 نسمة.

## لغات تونس في الاعلام

### اللهجة التونسية
شكل ظهور أول إذاعة تونسية خاصة وهي موزاييك إف إم بداية استعمال اللهجة التونسية في الإعلام. لا توجد صحف باللهجة التونسية. ويبقى استعمالها في المحطات الإذاعية الخاصة كجوهرة أف أم وإذاعة الزيتونة أف أم وإذاعة تونس بلادي، السينما التونسية والإنترنت عبر تعاليق المستخدمين وبعض المواقع المختصة.

### العربية
توجد العديد من الصحف التونسية باللغة العربية. وتستعمل اللغة في غالبية الإذاعات والقنوات التونسية.

### الفرنسية
توجد العديد من الصحف التونسية باللغة الفرنسية. وتوجد إذاعة بالفرنسية تدعى إذاعة تونس الدولية.

### اللغات الأخرى
إل كورييري دي تونيزي (بالإيطالية: Il Corriere di Tunisi)‏ هي الصحيفة التونسية الوحيدة الناطقة باللغة الإيطالية وذلك منذ 1956. كما توجد صحيفة ناطقة بالإنجليزية تدعى تونيزيا نيوز (بالإنجليزية: Tunisia News)‏. وتخصص إذاعة تونس الدولية نصف ساعة يومياً لكل من الإيطالية والإنجليزية والألمانية والإسبانية. لغة الإشارة التونسية هي لغة إشارة يستخدمها الصم في تونس.